# Сент-Ендрюс (Нью-Брансвік)
Сент-Ендрюс (англ. Saint Andrews) — містечко в Канаді, у провінції Нью-Брансвік, у складі графства Шарлотт.

## Населення
За даними перепису 2016 року, містечко нараховувало 1786 осіб, показавши скорочення на 5,5%, порівняно з 2011-м роком. Середня густина населення становила 213,9 осіб/км².
З офіційних мов обидвома одночасно володіли 285 жителів, тільки англійською — 1 445. Усього 70 осіб вважали рідною мовою не одну з офіційних.
Працездатне населення становило 59,6% усього населення, рівень безробіття — 10,9% (14,6% серед чоловіків та 8,2% серед жінок). 79,9% осіб були найманими працівниками, а 18,4% — самозайнятими.
Середній дохід на особу становив $45 858 (медіана $33 749), при цьому для чоловіків — $53 628, а для жінок $38 851 (медіани — $43 008 та $27 968 відповідно).
18,4% мешканців мали закінчену шкільну освіту, не мали закінченої шкільної освіти — 11,6%, 69,6% мали післяшкільну освіту, з яких 50% мали диплом бакалавра, або вищий, 30 осіб мали вчений ступінь.
| Статево-вікова структура населення | Статево-вікова структура населення | Статево-вікова структура населення | Статево-вікова структура населення | Статево-вікова структура населення |
| ---------------------------------- | ---------------------------------- | ---------------------------------- | ---------------------------------- | ---------------------------------- |
|                                    |                                    |                                    |                                    |                                    |
| Всього                             | Всього                             | 46,9%53,1%                         |                                    |                                    |
| 0 — 14 років                       | 0 — 14 років                       |                                    | 12,3%                              | 12,3%                              |
| 15 — 64 років                      | 15 — 64 років                      |                                    | 57,9%                              | 57,9%                              |
| 65 і більше                        | 65 і більше                        |                                    | 29,8%                              | 29,8%                              |
| 85 і більше                        | 85 і більше                        |                                    | 4,7%                               | 4,7%                               |
| 100 і більше                       | 100 і більше                       |                                    | 0,3%                               | 0,3%                               |
| Середній вік (років)               | Середній вік (років)               | 45,651,0                           | 48,5                               | 48,5                               |
| Медіана (років)                    | Медіана (років)                    | 49,655,4                           | 52,8                               | 52,8                               |
| — чоловіки — жінки                 |                                    |                                    |                                    |                                    |

| Походження мешканців:     | Походження мешканців:     | Походження мешканців: | Походження мешканців: | Походження мешканців: |
| ------------------------- | ------------------------- | --------------------- | --------------------- | --------------------- |
| Походження                |                           |                       | осіб                  | %                     |
| Корінні американці        | Корінні американці        |                       | 25                    | 1.49%                 |
| Інше північноамериканське | Інше північноамериканське |                       | 475                   | 28.36%                |
| Європейське               | Європейське               |                       | 1 430                 | 85.37%                |
| британське                | британське                |                       | 1 240                 | 74.03%                |
| французьке                | французьке                |                       | 310                   | 18.51%                |
| українське                | українське                |                       | 15                    | 0.9%                  |
| Латинськоамериканське     | Латинськоамериканське     |                       | 10                    | 0.6%                  |
| Карибське                 | Карибське                 |                       | 25                    | 1.49%                 |
| Африканське               | Африканське               |                       | 15                    | 0.9%                  |
| Азійське                  | Азійське                  |                       | 15                    | 0.9%                  |
| Океанійське               | Океанійське               |                       | 10                    | 0.6%                  |

| Зайнятість населення за галузями (за класифікацією NOC): | Зайнятість населення за галузями (за класифікацією NOC): | Зайнятість населення за галузями (за класифікацією NOC): | Зайнятість населення за галузями (за класифікацією NOC): | Зайнятість населення за галузями (за класифікацією NOC): |
| -------------------------------------------------------- | -------------------------------------------------------- | -------------------------------------------------------- | -------------------------------------------------------- | -------------------------------------------------------- |
|                                                          |                                                          |                                                          |                                                          |                                                          |
| Управління                                               | Управління                                               |                                                          | 15,8%                                                    | 15,8%                                                    |
| Бізнес, фінанси та адміністрування                       | Бізнес, фінанси та адміністрування                       |                                                          | 12,3%                                                    | 12,3%                                                    |
| Природничі та прикладні науки                            | Природничі та прикладні науки                            |                                                          | 8,2%                                                     | 8,2%                                                     |
| Охорона здоров'я                                         | Охорона здоров'я                                         |                                                          | 8,2%                                                     | 8,2%                                                     |
| Освіта, правозахист, муніципальні та урядові служби      | Освіта, правозахист, муніципальні та урядові служби      |                                                          | 15,2%                                                    | 15,2%                                                    |
| Мистецтво, культура, відпочинок та спорт                 | Мистецтво, культура, відпочинок та спорт                 |                                                          | 2,3%                                                     | 2,3%                                                     |
| Роздрібна торгівля та послуги                            | Роздрібна торгівля та послуги                            |                                                          | 24%                                                      | 24%                                                      |
| Гуртова торгівля, транспорт та обладнання                | Гуртова торгівля, транспорт та обладнання                |                                                          | 7%                                                       | 7%                                                       |
| Природні ресурси, сільське господарство                  | Природні ресурси, сільське господарство                  |                                                          | 5,8%                                                     | 5,8%                                                     |
| Виробництво                                              | Виробництво                                              |                                                          | 2,3%                                                     | 2,3%                                                     |

## Клімат
Середня річна температура становить 6,3°C, середня максимальна – 22,1°C, а середня мінімальна – -12,6°C. Середня річна кількість опадів – 1 175 мм.
| Клімат поселення                              | Клімат поселення | Клімат поселення | Клімат поселення | Клімат поселення | Клімат поселення | Клімат поселення | Клімат поселення | Клімат поселення | Клімат поселення | Клімат поселення | Клімат поселення | Клімат поселення | Клімат поселення |
| Показник                                      | Січ.             | Лют.             | Бер.             | Квіт.            | Трав.            | Черв.            | Лип.             | Серп.            | Вер.             | Жовт.            | Лист.            | Груд.            |                  |
| Середній максимум, °C                         | −0,48            | 0,56             | 4,91             | 10,94            | 16,36            | 20,86            | 22,06            | 22,04            | 18,00            | 12,63            | 7,53             | 1,03             |                  |
| Середня температура, °C                       | −6,53            | −5,46            | −1,14            | 4,89             | 10,29            | 14,80            | 17,91            | 17,88            | 13,81            | 8,45             | 3,35             | −3,16            |                  |
| Середній мінімум, °C                          | −12,56           | −11,53           | −7,2             | −1,13            | 4,24             | 8,75             | 13,71            | 13,70            | 9,65             | 4,30             | −0,8             | −7,3             |                  |
| Норма опадів, мм                              | 106              | 80               | 105              | 98               | 104              | 90               | 85               | 82               | 97               | 102              | 114              | 112              |                  |
| Середньомісячна швидкість вітру, м/с          | 5.10             | 5.10             | 5.10             | 4.80             | 4.40             | 4.10             | 3.60             | 3.50             | 4.00             | 4.60             | 5.00             | 5.20             |                  |
| Середньомісячна сонячна радіація, кДж/м²·день | 5474             | 8717             | 12316            | 15493            | 18394            | 20358            | 20088            | 17965            | 13529            | 8781             | 5280             | 4330             |                  |
| --------------------------------------------- | ---------------- | ---------------- | ---------------- | ---------------- | ---------------- | ---------------- | ---------------- | ---------------- | ---------------- | ---------------- | ---------------- | ---------------- | ---------------- |
| Джерело:                                      |                  |                  |                  |                  |                  |                  |                  |                  |                  |                  |                  |                  |                  |